# Quinn Cook
Quinn Alexander Cook (23 de março de 1993) é um americano jogador profissional de basquete que joga pelo Cleveland Cavaliers da National Basketball Association (NBA).
Ele jogou basquete universitário no Duke Blue Devils e foi um dos recrutas de basquete com melhor classificação na classe de 2011. Cook ganhou dois títulos da NBA, um com o Golden State Warriors em 2018 e um com o Los Angeles Lakers em 2020. Ele tem também jogou pelo Dallas Mavericks e pelo New Orleans Pelicans.

## Carreira no ensino médio
Cook começou sua carreira no ensino médio na DeMatha Catholic High School em Hyattsville, Maryland. Cook jogou suas primeiras três temporadas em DeMatha. Durante esse tempo, a equipe teve um recorde de 85–18 e terminou como o time número um do ranking de Maryland durante a terceira temporada de Cook.
Durante o verão anterior à sua última temporada, Cook anunciou que se transferiria para a Oak Hill Academy em Mouth of Wilson, Virginia.
Após sua terceira temporada, Cook foi nomeado o Jogador do Ano pelo Washington Post, tornando-se o primeiro terceiranista em 30 anos a receber o prêmio. Cook também foi nomeado para a Terceira-Equipe do Washington Post em 2009, o único segundanista a ser selecionado para as equipes do Washington Post em 2009.
Cook foi convidado para jogar no Boost Mobile Elite 24 antes de sua última temporada, juntando-se aos futuros companheiros de equipe de Duke, Austin Rivers, Alex Murphy e Michael Gbinije.
Durante a sua última temporada, na Oak Hill Academy, ele levou a equipe a um recorde de 31–4 com médias de 19,1 pontos, 10,9 assistências e 2,5 roubos de bola. Após a temporada, ele foi nomeado para a Segunda-Equipe All-American pela Maxpreps e jogou no McDonald's All-American de 2011.

### Recrutamento universitário
| Nome | Cidade Natal                          | Escola/Universidade | Altura             | Peso           | Data da revisão       |
| --- | ------------------------------------- | ------------------- | ------------------ | -------------- | --------------------- |
| Quinn Cook PG | Washington D.C.                       | Oak Hill Academy    | 6 ft 0 in (1.83 m) | 180 lb (82 kg) | 4 de Novembro de 2010 |
| Quinn Cook PG | Recrutamento: Rivais: Scout: ESPN: 96 |                     |                    |                |                       |
| Classificação geral de novatos: Scout: 37º \| Rivals: 38º \| ESPN: 38º |                                       |                     |                    |                |                       |
| - Nota : Em muitos casos, Scout, Rivals, 247Sports e ESPN podem entrar em conflito em suas listas de altura e peso, nestes casos, a média foi obtida. - Nota: A ESPN mede os calouros numa escala de 0 a 100. - Fonte: |                                       |                     |                    |                |                       |

Cook assinou sua carta de intenção de jogar basquete na Universidade Duke em 4 de novembro de 2010; seu anúncio foi transmitido ao vivo pela ESPNU. Ele rejeitou as propostas de Villanova, UCLA e Carolina do Norte. Quando questionado sobre por que decidiu estudar em Duke, ele afirmou: "A razão pela qual escolhi Duke foi por causa do Coach K."
Cook fez parte de uma classe de recrutamento de Duke que também incluiu Austin Rivers, Alex Murphy, Marshall Plumlee e Michael Gbinije. A turma de 2011 de Duke foi a segunda melhor turma de recrutamento em todo o país de acordo com a ESPNU.

## Carreira universitária

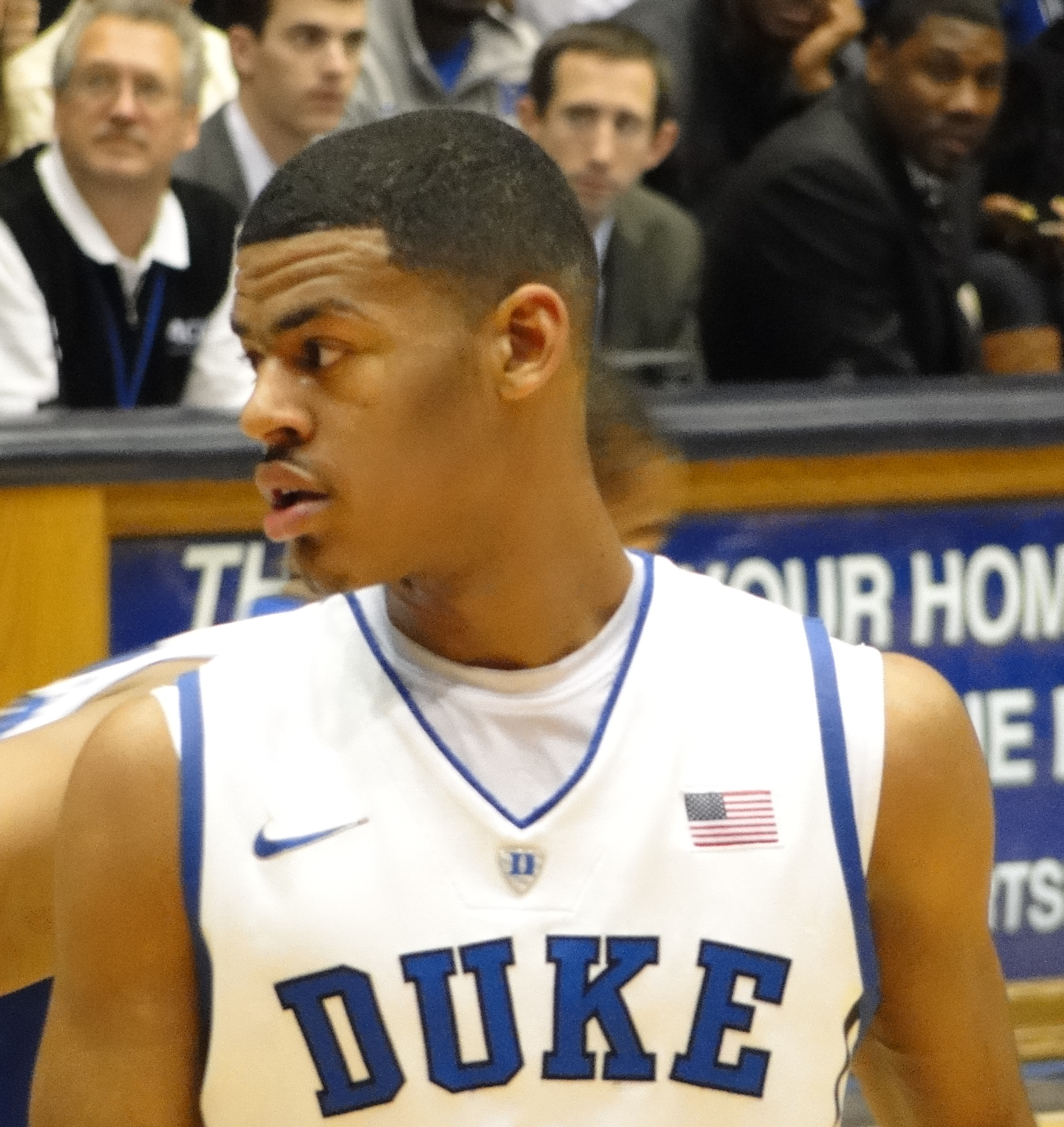
Cook em 2011

Embora Duke tenha viajado para a China e Dubai durante o verão antes de sua temporada de calouro, Cook foi forçado a ficar de fora dos jogos de exibição devido a uma lesão no joelho. 
A estreia de Cook com os Blue Devils foi em 14 de outubro de 2011, no Countdown to Craziness, ele registrou 7 pontos e 2 assistências. O recorde da carreira de Cook durante sua temporada de calouro foi de 14 pontos contra UNC em 19 de dezembro de 2011.
Duke foi campeão do Torneio da NCAA de 2015 e Cook teve médias de 15,3 pontos e 2,6 assistências.

## Carreira profissional

### Canton Charge e Dallas Mavericks (2015–2017)
Depois de não ter sido selecionado no Draft da NBA de 2015, Cook se juntou ao Oklahoma City Thunder para a Summer League de Orlando e ao Cleveland Cavaliers para a Summer League de Las Vegas.
Em setembro de 2015, ele assinou com os Cavaliers mas foi dispensado pela equipe no dia 24 de outubro, depois de participar de seis jogos da pré-temporada. Em 30 de outubro, ele foi adquirido pelo Canton Charge da G-League como um jogador afiliado dos Cavaliers. Em 14 de novembro, ele fez sua estréia profissional na derrota por 106-99 para o Maine Red Claws, registrando 15 pontos, um rebote, uma assistência. Em 5 de fevereiro de 2016, ele foi chamado para o All-Star Game da D-League como um substituto para o lesionado DeAndre Liggins. Em 11 de abril, ele foi nomeado o Novato do Ano da D-League depois ter médias de 19,6 pontos, 3,9 rebotes e 5,4 assistências em 43 jogos. No final da temporada, ele foi nomeado para a Terceira Equipe da D-League e para a Equipe de Novatos.
Em julho de 2016, Cook se juntou ao D-League Select Team para a Summer League de 2016. Em 24 de setembro de 2016, ele assinou com o New Orleans Pelicans, mas foi dispensado em 22 de outubro após participar de três jogos da pré-temporada. Em 1º de novembro, ele foi readquirido pelo Canton Charge. Em 18 de fevereiro de 2017, ele foi nomeado o MVP do All-Star Game da D-League após registrar um duplo-duplo de 18 pontos e 12 assistências.
Em 26 de fevereiro de 2017, Cook assinou um contrato de 10 dias com o Dallas Mavericks. Ele fez sua estreia na NBA no dia seguinte, registrando dois pontos, dois rebotes e duas assistências em uma vitória por 96-89 sobre o Miami Heat. Em 7 de março de 2017, ele teve seu melhor jogo pelos Mavs, marcando 10 pontos na vitória por 122–111 sobre o Los Angeles Lakers.
Em 8 de março de 2017, após o término de seu contrato de 10 dias com o Mavericks, Cook voltou ao Charge.

### New Orleans Pelicans (2017)
Em 19 de março de 2017, Cook assinou um contrato de 10 dias com o New Orleans Pelicans. Ele assinou um segundo contrato de 10 dias em 29 de março e um contrato pelo resto da temporada em 8 de abril. No mesmo dia, Cook registrou 22 pontos, três assistências e um rebote em uma derrota por 101–123 para o Golden State Warriors.
Em 25 de julho de 2017, ele foi dispensado pelos Pelicans.

### Golden State / Santa Cruz Warriors (2017–2019)
Cook foi contratado pelo Atlanta Hawks para o campo de treinamento e foi dispensado em 13 de outubro de 2017.
Ele assinou um contrato bidirecional com o Golden State Warriors em 17 de outubro de 2017. Ele  estreou na NBA pelos Warriors em 6 de dezembro de 2017, contra o Charlotte Hornets, e registrou oito pontos, três assistências e três rebotes em 22 minutos. Em 16 de março de 2018, Cook registrou 25 pontos, três assistências, três roubos de bola e quatro rebotes na derrota por 93-98 para o Sacramento Kings. Na noite seguinte, em 17 de março de 2018, Cook registrou 28 pontos, quatro assistências e quatro rebotes na vitória por 124-109 sobre o Phoenix Suns. Em 29 de março de 2018, Cook registrou 30 pontos, três assistências e quatro rebotes em uma derrota por 107–116 para o Milwaukee Bucks.
Cook continuou a ser um fator chave para os Warriors com as lesões de Stephen Curry. Como resultado disso, os Warriors assinaram com ele um contrato de dois anos em 8 de abril de 2018, para ajudar a garantir sua elegibilidade para jogar na pós-temporada. Em 14 de abril de 2018, Cook fez sua estreia nos playoffs da NBA, registrando cinco pontos, duas assistências, quatro rebotes e um bloqueio na vitória por 113-92 sobre o San Antonio Spurs. Os Warriors chegaram às finais da NBA de 2018 depois de derrotar o Houston Rockets em 7 jogos nas finais da Conferência Oeste. Os Warriors conquistaram o título da NBA depois de derrotar o Cleveland Cavaliers em quatro jogos. Os Warriors também chegaram às finais da NBA de 2019, mas foram derrotados em 6 jogos pelo Toronto Raptors. 
Em 28 de junho de 2019, os Warriors ofereceram uma oferta de qualificação a Cook, tornando-o um agente livre restrito, mas retirou a oferta em 3 de julho.

### Los Angeles Lakers (2019–2021)
Em 6 de julho de 2019, Cook assinou com o Los Angeles Lakers.
Cook ganhou seu segundo título da NBA quando os Lakers derrotaram o Miami Heat em seis jogos nas finais da NBA de 2020. 
Em 19 de novembro de 2020, os Lakers dispensaram Cook. Em 4 de dezembro de 2020, Cook assinou com os Lakers para o campo de treinamento. Em 24 de fevereiro de 2021, Cook foi dispensado novamente pelos Lakers.

### Cleveland Cavaliers (2021–Presente)
Em 12 de março de 2021, Cook assinou um contrato de 10 dias com o Cleveland Cavaliers. Ele assinou outro contrato de 10 dias com a equipe em 22 de março.

## Estatisticas

### NBA

#### Temporada regular
| Ano      | Equipe       | PJ  | PT | MPJ  | AP   | 3P   | LL   | RT  | AS  | BR  | TO  | PPJ |
| -------- | ------------ | --- | -- | ---- | ---- | ---- | ---- | --- | --- | --- | --- | --- |
| 2016–17  | Dallas       | 5   | 0  | 15.4 | .440 | .357 | .000 | .6  | 2.4 | .2  | .0  | 5.4 |
| 2016–17  | New Orleans  | 9   | 0  | 12.3 | .537 | .500 | .667 | .4  | 1.6 | .3  | .0  | 5.8 |
| 2017–18  | Golden State | 33  | 18 | 22.4 | .484 | .442 | .880 | 2.5 | 2.7 | .4  | .0  | 9.5 |
| 2018–19  | Golden State | 74  | 10 | 14.3 | .465 | .405 | .769 | 2.1 | 1.6 | .3  | .0  | 6.9 |
| 2019–20  | L.A. Lakers  | 44  | 1  | 11.5 | .425 | .365 | .786 | 1.2 | 1.1 | .3  | .0  | 5.1 |
| 2020–21  | L.A. Lakers  | 16  | 0  | 3.9  | .462 | .385 | .800 | .3  | .3  | .1  | .1  | 2.1 |
| Carreira | Carreira     | 181 | 29 | 13.3 | .468 | .409 | .650 | 1.1 | 1.6 | 0.2 | 0.1 | 5.8 |

#### Playoffs
| Ano      | Equipe       | PJ | PT | MPJ  | AP   | 3P   | LL    | RT  | AS  | BR  | TO  | PPJ |
| -------- | ------------ | -- | -- | ---- | ---- | ---- | ----- | --- | --- | --- | --- | --- |
| 2018     | Golden State | 17 | 0  | 10.3 | .448 | .226 | .824  | 1.4 | .6  | .2  | .1  | 4.8 |
| 2019     | Golden State | 17 | 0  | 11.4 | .400 | .324 | 1.000 | 1.1 | .7  | .2  | .1  | 4.2 |
| 2020     | L.A. Lakers  | 6  | 0  | 4.0  | .500 | .500 | 1.000 | .2  | .8  | .0  | .0  | 2.2 |
| Carreira | Carreira     | 40 | 0  | 8.5  | .449 | .350 | .941  | 0.9 | 0.6 | 0.1 | 0.0 | 3.7 |

### Universidade
| Ano      | Equipe   | PJ  | PT | MPJ  | AP   | 3P   | LL   | RT  | AS  | BR  | TO  | PPJ  |
| -------- | -------- | --- | -- | ---- | ---- | ---- | ---- | --- | --- | --- | --- | ---- |
| 2011–12  | Duke     | 33  | 4  | 11.7 | .405 | .250 | .776 | 1.0 | 1.9 | .4  | .1  | 4.4  |
| 2012–13  | Duke     | 36  | 34 | 33.6 | .416 | .393 | .877 | 3.8 | 5.3 | 1.4 | .1  | 11.7 |
| 2013–14  | Duke     | 35  | 22 | 29.8 | .432 | .371 | .827 | 2.2 | 4.4 | 1.3 | .0  | 11.6 |
| 2014–15  | Duke     | 39  | 39 | 35.8 | .453 | .395 | .891 | 3.4 | 2.6 | 1.0 | .0  | 15.3 |
| Carreira | Carreira | 143 | 99 | 27.7 | .426 | .352 | .842 | 2.6 | 3.5 | 1.0 | 0.0 | 10.7 |

## Carreira na seleção
Cook foi membro da Seleção Americana Sub-16 de 2009 que teve um recorde de 5-0, conquistou a medalha de ouro na Copa América Sub-16 e classificou a equipe para o Copa do Mundo de Basquete Sub-17 de 2010, ele foi titular em todos os cinco jogos e teve médias de 15,6 pontos, 3,6 rebotes e 5,0 assistências. Ele também foi membro da equipe que participou da Copa do Mundo Sub-17 de 2010, teve um recorde de 8-0 e conquistou a medalha de ouro. Cook foi titular em todos os oito jogos e teve médias de 7,5 pontos, 3,0 rebotes e 7,4 assistências.

## Vida pessoal
O falecido pai de Cook, Ted Cook, foi um notável empresário do ramo de restaurantes e fast-food, além de filantropo. Os pais de Quinn estudaram na Howard University.